# Jonathan Arledge
Jonathan Arledge (Washington D. C., 21 de septiembre de 1991) es un jugador de baloncesto estadounidense que pertenece a la plantilla del FC Porto de la Liga Portuguesa de Basquetebol. Con 2,06 metros de estatura, juega en la posición de ala-pívot. 

## Trayectoria deportiva

### Universidad
Jugó tres temporadas con los George Mason de la Universidad George Mason, en las que promedió 5,3 puntos y 3,1 rebotes por partido. Jugó un partido de la cuarta temporada, pero una lesión le hizo perderse la misma. Fue transferido a los Monarchs de la Universidad Old Dominion, donde jugó su última temporada como universitario, promediando 8,7 puntos y 4,9 rebotes por encuentro.

### Profesional
Tras no ser elegido en el Draft de la NBA de 2015, en el mes de agosto firmó su primer contrato profesional con el BC Boncourt Red Team de la liga suiza, donde jugó una temporada en la que promedió 16,4 puntos y 7,2 rebotes por partido.
En agosto de 2016 fichó por el Latina Basket de la Serie A2 italiana, donde jugó una temporada en la que promedió 13,0 puntos y 7,9 rebotes por partido.
Durante la temporada 2019-20 forma parte de las filas del Cholet Basket de la Pro A francesa.
En la temporada 2020-21, juega en las filas del Peristeri BC de la A1 Ethniki, la máxima categoría del baloncesto griego.
El 11 de agosto de 2021, firma por el FC Porto de la Liga Portuguesa de Basquetebol.